# Segunda Guerra Luso-Malabar
A Segunda Guerra Luso-Malabar foi um conflito armado entre o Império Português e o Samorim de Calecute, que durou de 1523 a 1530. O Samorim sofreu pesadas perdas devido a combates navais, ataques anfíbios e ao bloqueio da sua capital e em 1530 assinou com o governador Nuno da Cunha um tratado de paz, permitindo aos portugueses fundar uma fortaleza em Chale.

## Contexto
Assinadas as pazes entre Portugal e Calecute em 1513 após a Primeira Guerra Luso-Malabar, foi construída uma fortaleza em Calecute e sucederam-se 10 anos de paz. O novo Samorim, Nambeaderi, era pró-português mas, falecido este em 1523, sucedeu-lhe um parente hostil para com os europeus e a situação no Malabar deteriorou-se rapidamente. Paraus de piratas malabares, que usavam o reino de Calecute como base, começaram a atacar navios mercantes portugueses, não se quebrando, porém, as pazes oficialmente pois o governador D. Duarte de Meneses não queria reatar as hostilidades para não comprometer as relações comerciais com Calecute. Durante todo o ano de 1523, portanto, subsistiu no Malabar um clima de paz podre, em que morreram muitos portugueses vítimas de ataques piratas.
Regressado à Índia com uma frota e a nomeação de vice-rei em substituição de D. Duarte de Meneses, em Outubro de 1524 D. Vasco da Gama decidiu tomar medidas para combater a pirataria na Costa do Malabar imediatamente, independentemente da reacção do Samorim.

## Decorrer das hostilidades
A caminho da fortaleza de Cochim, os rios de Mangalor e Bacanor foram bloqueados. Duas pequenas frotas de paraus foram perseguidas e obrigadas a encalhar, a sul de Cananor e perto de Panane. Chegado a Cochim, o novo vice-rei começou a concentrar na cidade meios e efectivos para bloquear e atacar Calecute. Francisco de Mendonça foi enviado com uma frota a reabastecer a fortaleza de Calecute, onde já eram frequentes as escaramuças entre a guarnição e os guerreiros do Samorim e bloquear a cidade.

### Bloqueio de Calecute

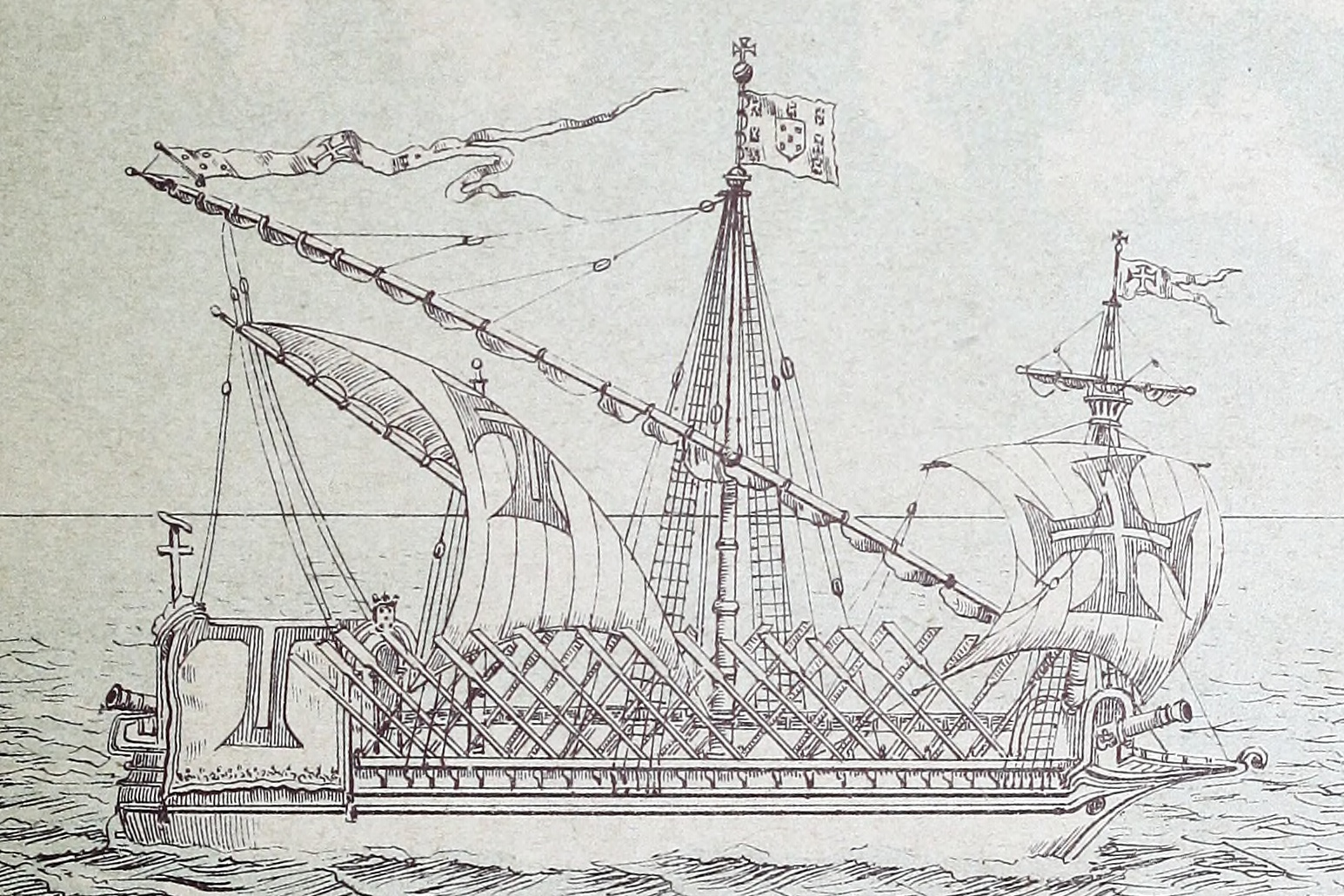
Galé portuguesa na Índia.

Reabastecida a fortaleza, Francisco de Mendonça bloqueou o porto de Calecute e destroçou ou obrigou a dar à costa três armadas de 50, 40, e 80 paraus enviadas a repeli-lo, comandadas por Cutiale de Capocate. O rio de Barcelor foi também bloqueado para impedir que os paraus que se tinham ali refugiado voltassem a sair.
Entretanto, Simão Sodré com duas caravelas e duas fustas expulsou das Maldivas uma frota de seis fustas de um corsário de Cananor, restabelecendo assim o comércio de cairo, produto necessário ao fabrico de cabos para os navios.
Em torno de Goa, o capitão D. Jorge Telo capturou ou obrigou a dar à terra numerosos paraus mercantes isolados a caminho do Guzerate. Ao receber informação da mudança de atitute dos portugueses, o Samorim ordenou que os seus paraus de mercadores passassem a navegar em conjunto. Perto dos Ilhéus Queimados D. Jorge desbaratou uma frota de 38 paraus comandada pelo corsário Chinacutiale. Uma nau e nove paraus foram mais tarde também capturados ou obrigados a dar à costa. A partir de então, os mercadores de Calecute deixaram de enviar navios a Cambaia, ficando assim cortadas as comunicações entre os dois reinos.

### Batalha de Baticala, 1525

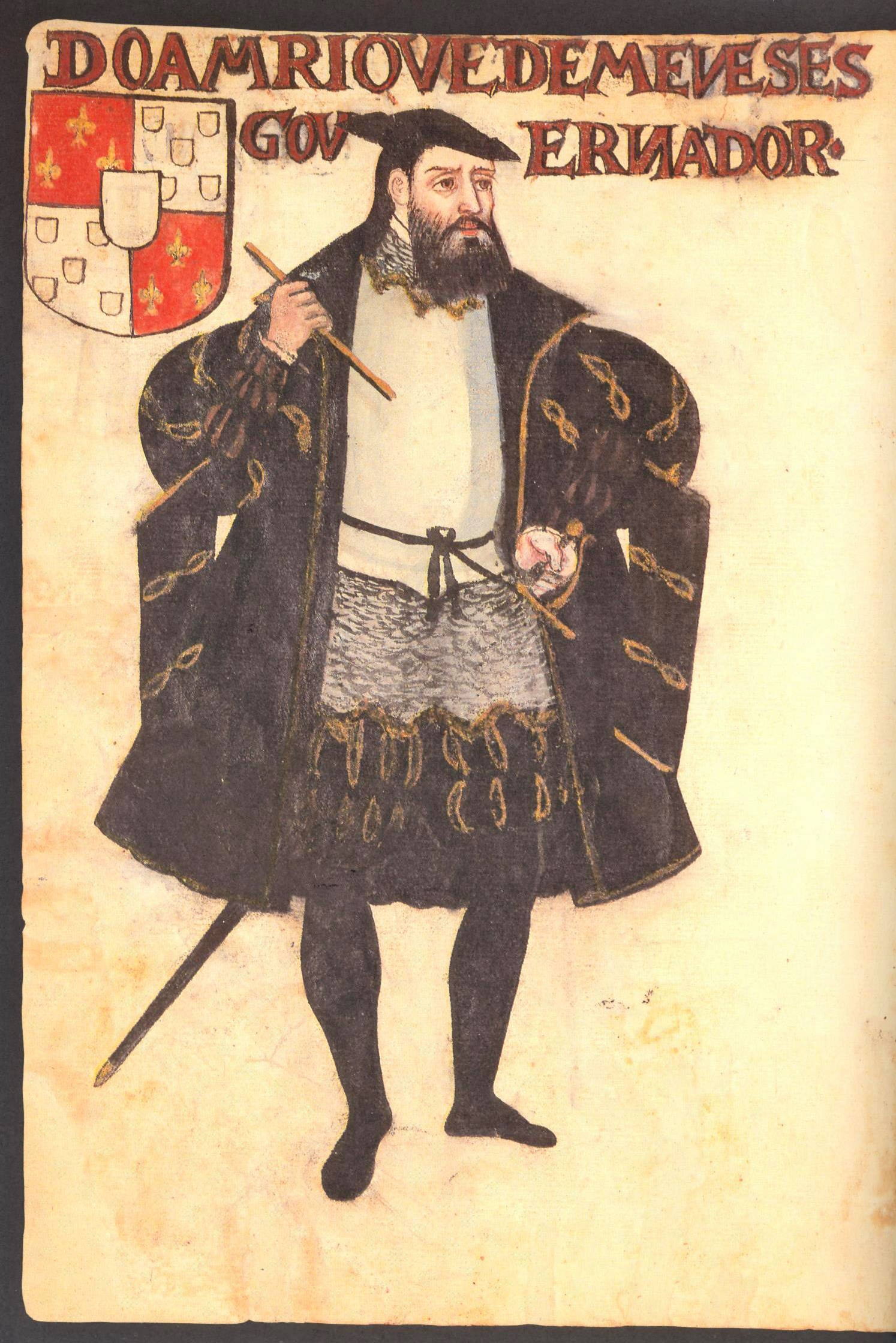
O governador D. Henrique de Meneses.

Vasco da Gama faleceu a 24 de Dezembro de 1524 e pouco depois, Lopo Vaz de Sampaio derrotou uma frota do Samorim comandada por Cutiale. O Gama foi sucedido no cargo por D. Henrique de Meneses, capitão de Goa. D. Henrique descartou o ataque a Calecute e preconizou uma guerra mais indirecta contra o Samorim, bloqueando o reino e atacando as povoações ribeirinhas em redor, em vez de tentar destruir a capital directamente.
Fora as armadas que despachou para outros pontos da Índia, o novo governador levou para o Malabar uma frota de oito naus, galeões ou caravelas, duas galés, três galeotas e vinte fustas e catures. Perto de Baticala destroçou 38 paraus que atacavam um galeão português isolado, não tendo escapado mais que dois. Entre os prisioneiros contou-se Mamale, destacado mercador e inimigo dos portugueses, que D. Henrique de Meneses mandou enforcar quando aportou a Cananor.

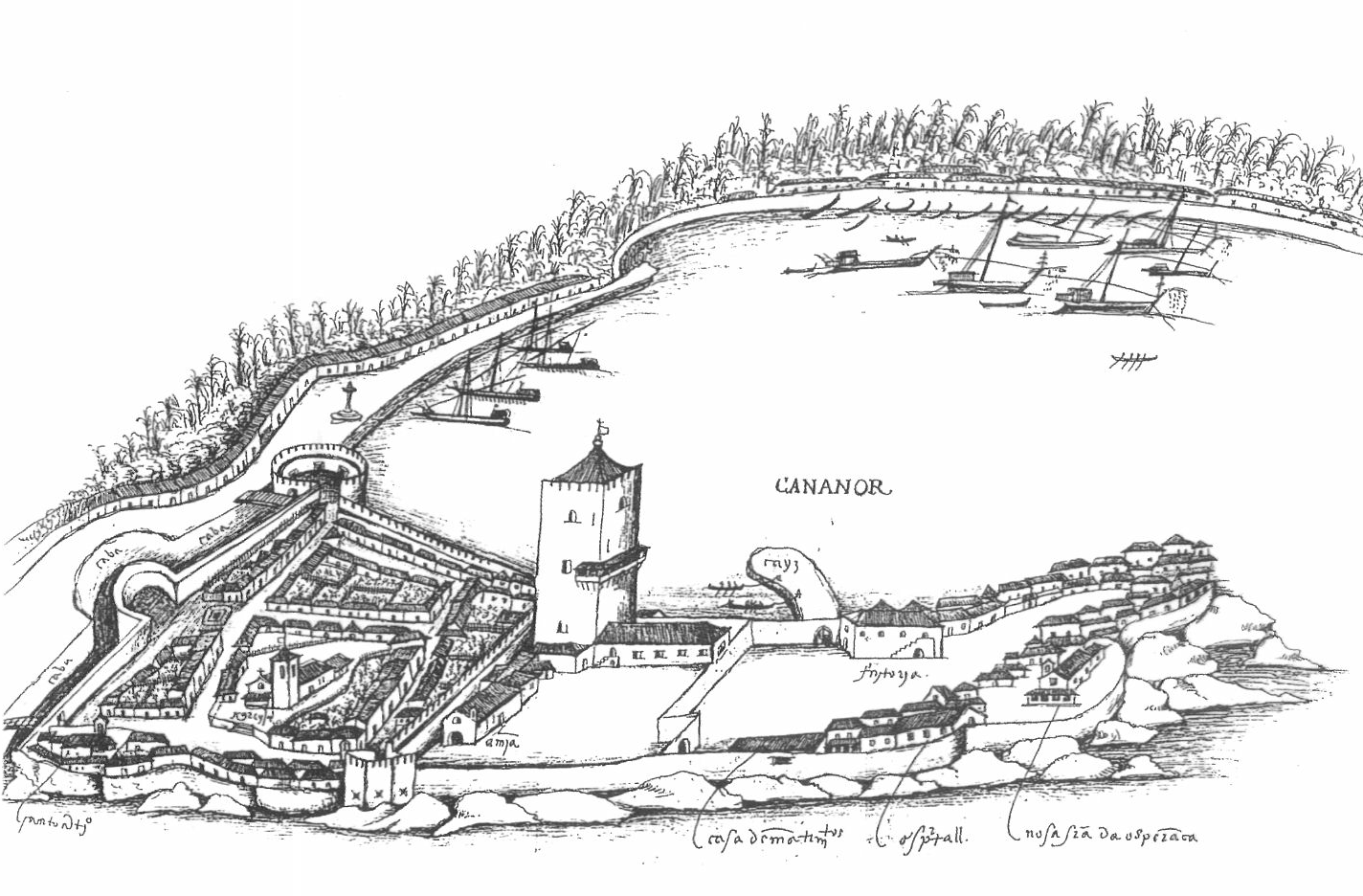
A fortaleza portuguesa de Cananor.

### Ataque a Panane
Tendo sabido que em Mangalor encontravam-se 100 paraus carregados de especiarias, D. Henrique de Meneses enviou Fernão Gomes de Lemos com um galeão, uma caravela, três galeotas e alguns bergantins a bloquear o rio da cidade. Ali, porém, Fernão Gomes de Lemos deixou-se atrair por uma frota de 20 paraus enviados de Calecute a provocá-lo e quando partiu em sua perseguição, cerca de 70 paraus escaparam de Mangalor.
Em Cochim, D. Henrique de Meneses recusou propostas de paz do Samorim, suspeitando que se tratavam de manobras dilatórias. O governador partiu com 8 naus e caravelas redondas, 3 galés, 5 galeotas, 39 navios de remo e, a 27 de Fevereiro, saqueou Panane, um dos mais importantes portos do reino de Calecute. Foram cortados os palmares da cidade, um dos principais pilares da economia malabar.

### Batalha de Coulete

Bandeira naval portuguesa com a Cruz da Ordem de Cristo.

Reforçada depois a fortaleza de Calecute e dispersos os guerreiros do Samorim que a cercavam do lado de terra, D. Henrique de Meneses partiu para Coulete, o principal porto de Calecute.
Coulete encontrava-se bem fortificada, por estar concentrada na cidade a marinha de guerra e mercante do Samorim. 40 paraus de guerra defendiam os acessos à praia e guarneciam-na ao todo 10,000 guerreiros. O governador dividiu as suas tropas em três grupos, dois dos quais, cada um com 300 soldados, desembarcaram nos flancos da cidade e atacaram as defesas em terra, ao passo que outro, comandado por si, atacou os paraus ancorados. Apesar da dificuldades de comunicação, de falta visibilidade devido ao fumo das armas de fogo e do grande número de inimigos, os 40 paraus foram capturados e a cidade foi saqueada e queimada, juntamente com 60 outros navios, sendo cortados os palmares circundantes e capturados mais 300 canhões. Na batalha ficaram feridos 200 portugueses e morreram cerca de 30.

### Ataque a Mangalor
Depois da Batalha de Coulete, D. Henrique de Meneses recolheu-se com a sua armada a Cochim mas destacou D. Simão de Meneses para continuar a atacar Calecute com 20 navios e 500 homens. Em Abril, D. Simão saqueou Mangalor. Perto do Monte Deli, obrigou uma armada de 70 paraus a refugiar-se dentro do rio Maravia, tendo destruído ou capturado 16 ou 17. Depois de parar em Cananor passou em frente de Calecute em direcção a sul mas, durante a noite, fez-se ao mar alto, regressou ao norte, e voltou a navegar ao longo da costa para sul, tendo assim capturado mais alguns paraus.
Graças à intensa actividade naval promovida por D. Henrique de Meneses, em quatro meses o Samorim perdeu mais de 200 paraus e viu as reservas de arroz no seu reino muito reduzidas, para além de outras perdas.

### Cerco da Fortaleza de Calecute

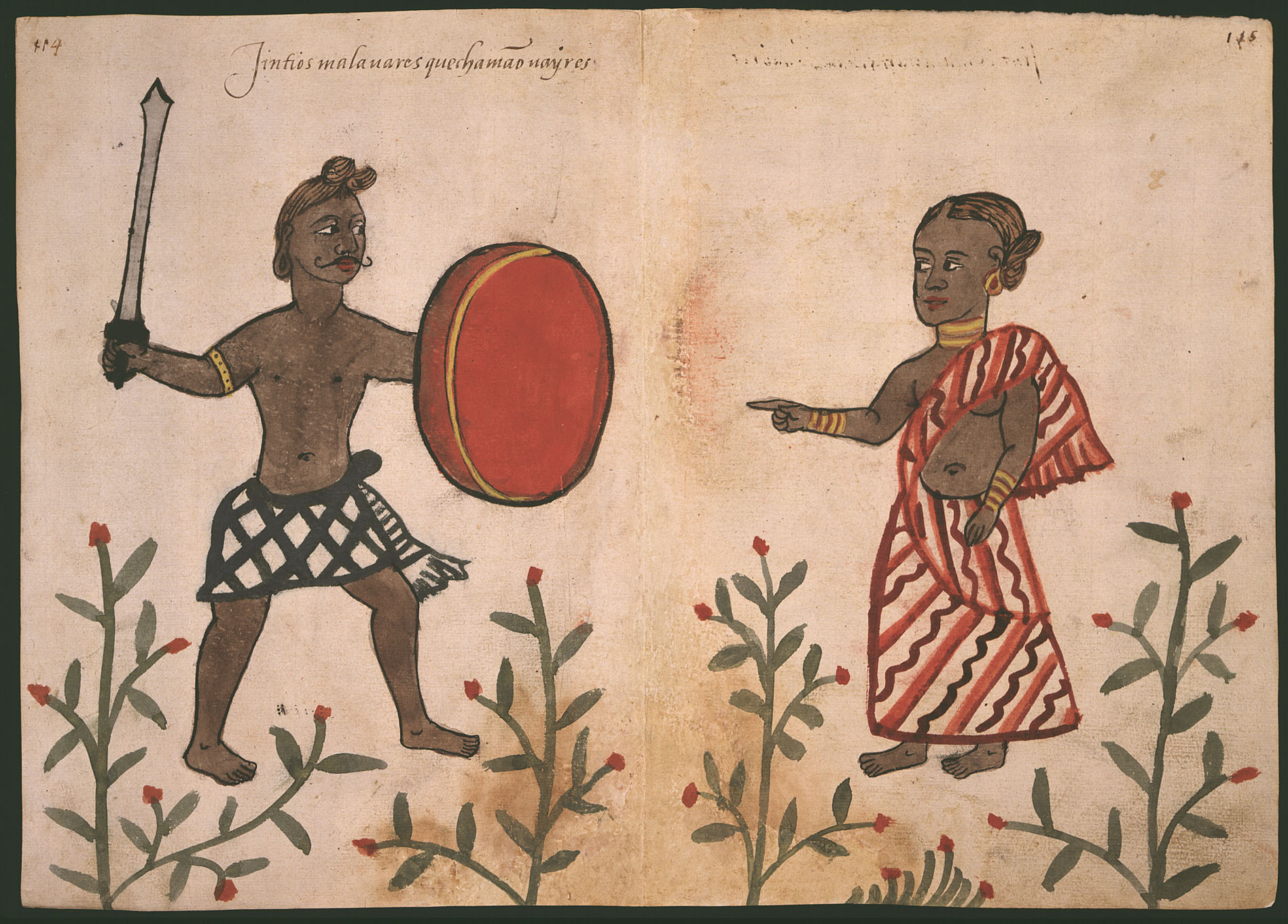
Guerreiros malabares da casta dos naires.

Começada a monção, a 13 de Junho a fortaleza de Calecute, guarnecida por 300 portugueses, foi sitiada por um exército de 12,000 guerreiros. Ao fim de seis meses de cerco, em Novembro de 1525 D. Henrique de Meneses socorreu-a com uma armada de mais de 100 navios, 2400 portugueses e mais de 5000 auxiliares malabares e escravos de peleja. O governador desembarcou com as suas tropas e o exército de Calecute foi desbaratado. A fortaleza foi, então, evacuada. Para trás ficou Pero de Faria com uma frota a bloquear a costa.

### Campanhas Malabares, 1526
Em Janeiro de 1526, a frota do governador capturou ou afugentou diante de Tanor uma pequena frota de Calecute transportando arroz. Ao aportar a Cananor, D. Henrique de Meneses destacou D. Jorge Telo para continuar a patrulha da costa do Malabar como capitão-mor-do-mar e, ainda em Janeiro, com 600 portugueses, um galeão, uma nau e 21 navios de remo combateu com uma frota de 150 paraus de Calecute dentro do Rio de Bacanor, ficando depois a bloquear a barra.

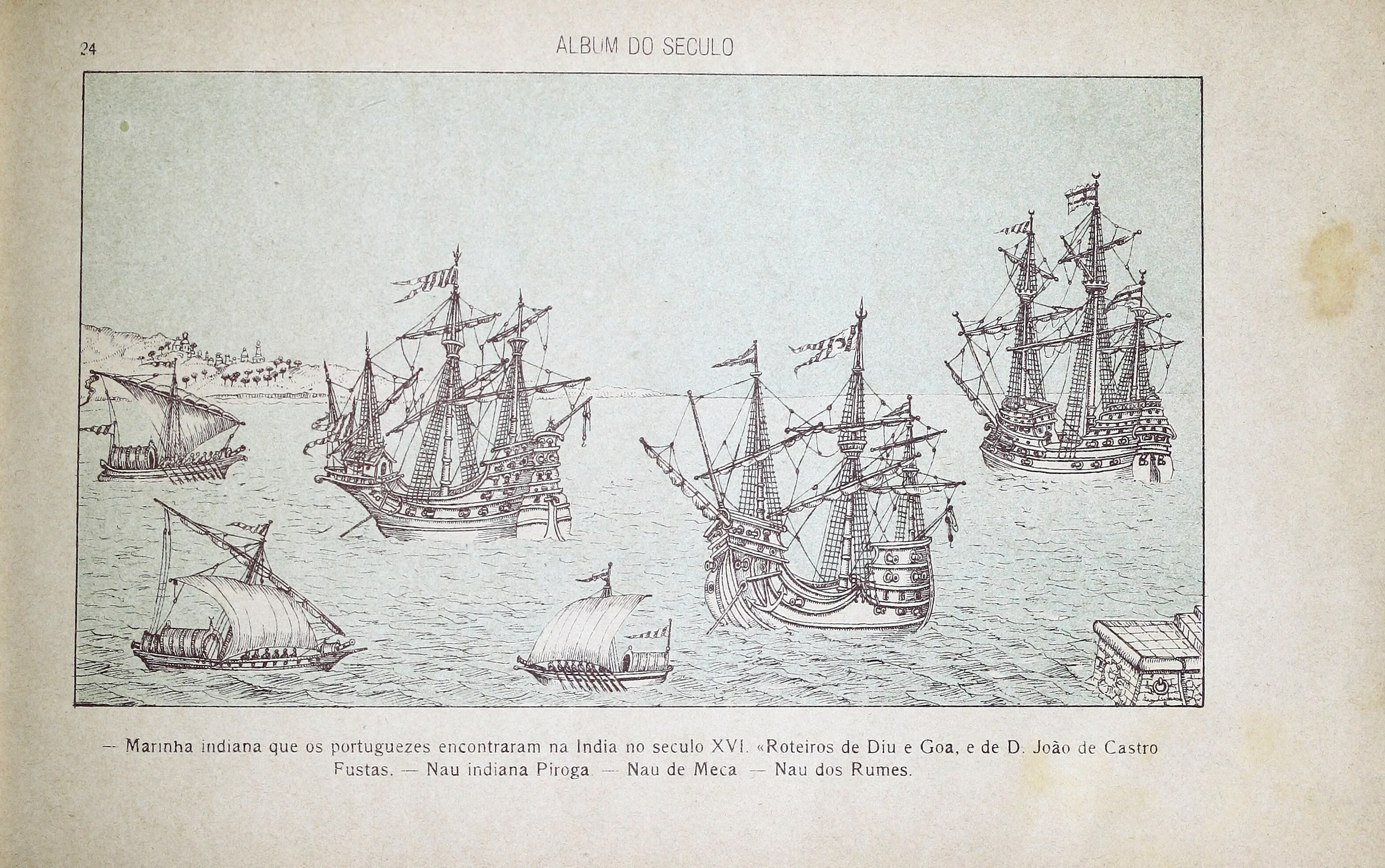
Navios indianos do séc. XVI.

No mês seguinte, uma nau e um junco português combateram perto do Cabo Comorim contra uma armada de 52 paraus comandada pelo corsário Patemercar, enviado pelo Samorim a Calecute para atacar a feitoria portuguesa em Colombo, no Ceilão, e auxiliar o rei Maiadune, que era anti-português. Os malabares não lograram capturar as embarcações e posteriormente eludiram uma frota portuguesa enviada no seu alcanço escondendo-se dentro de um rio muito raso. Patemercar regressou mais tarde a Calecute mas as costas do Ceilão continuaram a ser frequentadas por corsários malabares.
Após a morte de D. Henrique de Meneses, Lopo Vaz de Sampaio sucedeu-lhe no cargo de governador mediante um processo irregular e, a 25 de Feveiro, uma expedição de 1000 portugueses, comandada por Lopo Vaz Sampaio destruiu 70 paraus no porto de Bacanor e capturou 130 canhões mas a cidade foi poupada pois esta pertencia ao Reino de Bisnaga.
Por volta de Abril, uma armada de 20 paraus capturou uma caravela isolada na Costa da Pescaria, tendo todos os seus tripulantes sido massacrados.

### Campanhas Malabares, 1528

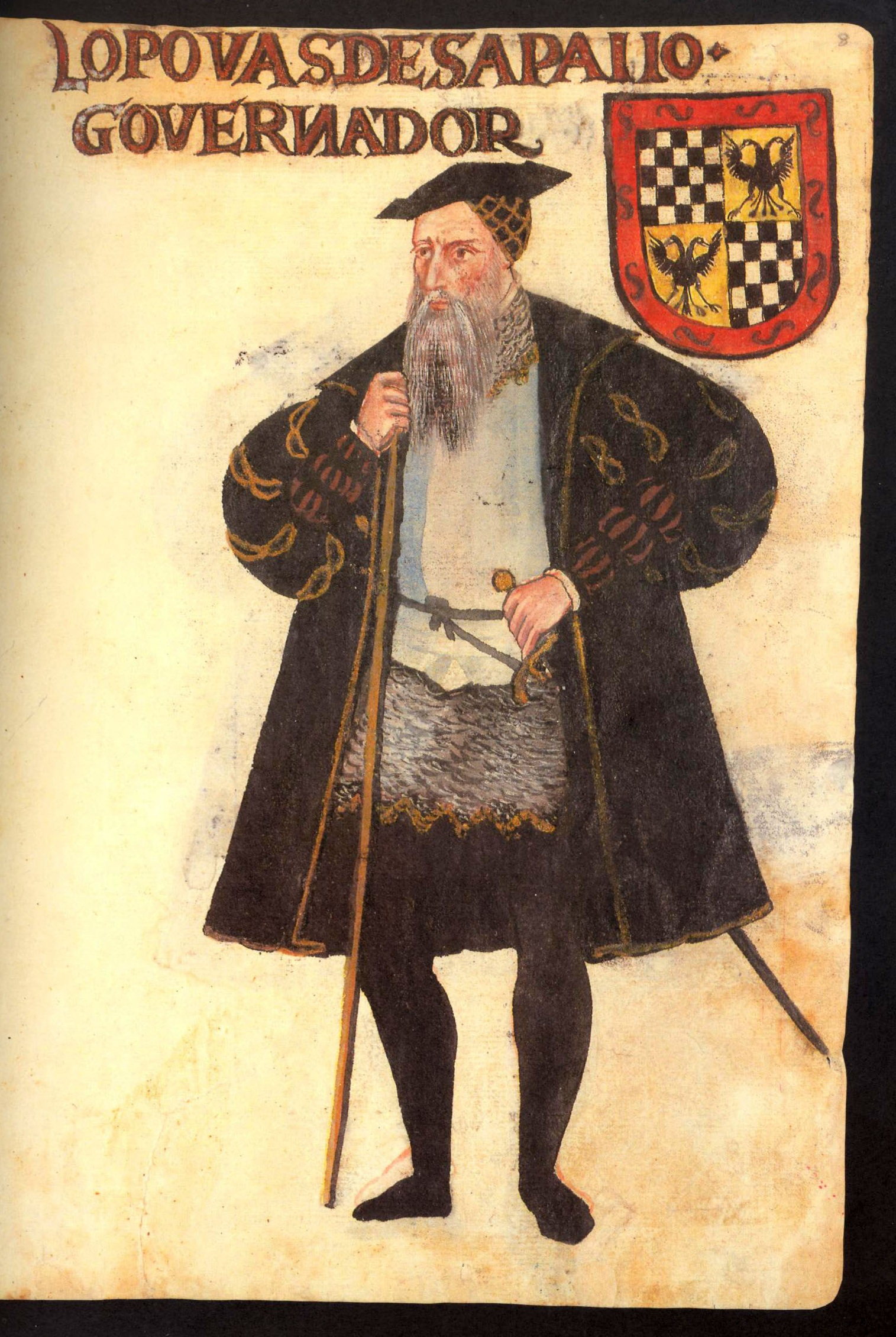
O governador Lopo Vaz de Sampaio.

Despachadas as naus de carga para Portugal, em Janeiro de 1528 Lopo Vaz de Sampaio organizou várias armadas, uma das quais comandada por D. João de Eça, enviado a costa do Malabar e bloquear os portos do Samorim com uma galé, duas galeotas e oito fustas e catures. Durante quatro meses, D. João capturou 48 paraus, destruiu muitos outros, incendiou a cidade de Mangalor e, em Abril, destroçou uma frota de 60 paraus comandada pelo corsário Chinacutiale, que foi capturado mas mais tarde trocado por 12 portugueses que o Samorim tinha cativos.
A seguir à monção, em Agosto o governador Lopo Vaz de Sampaio enviou de Goa uma armada a patrulhar o Malabar mas um violento temporal abateu-se sobre outra armada saída de Cochim com o mesmo propósito e todos os seus navios afundaram ou encalharam junto a Chatuá, morrendo a maioria dos tripulantes e ficando os sobreviventes prisioneiros do Samorim.
O Samorim concentrara no rio Tremapatão uma frota de 60 paraus de guerra e 70 naus e pagueres de carga comandada pelo corsário Cutiale, destinada a exportar pimenta para o Guzerate e o Médio Oriente através do Mar Vermelho. Perto de Cananor, Lopo Vaz de Sampaio, com sete galeões e treze bergantins, confrontou a frota do Samorim que velejava em direcção ao norte ao longo da costa. O governador atacou cautelosamente a armada com recurso aos bergantins e ao fim de duas horas os malabares perderam 35 paraus, 50 canhões e 2000 homens entre mortos e prisioneiros. Quando os galeões portugueses se aproximaram para atacar as naus de carga, os navios do Samorim deram meia-volta. A seguir a este confronto, foi incendiada uma povoação a sul de Cananor e Chatuá, juntamente com os paraus que lá se encontravam.

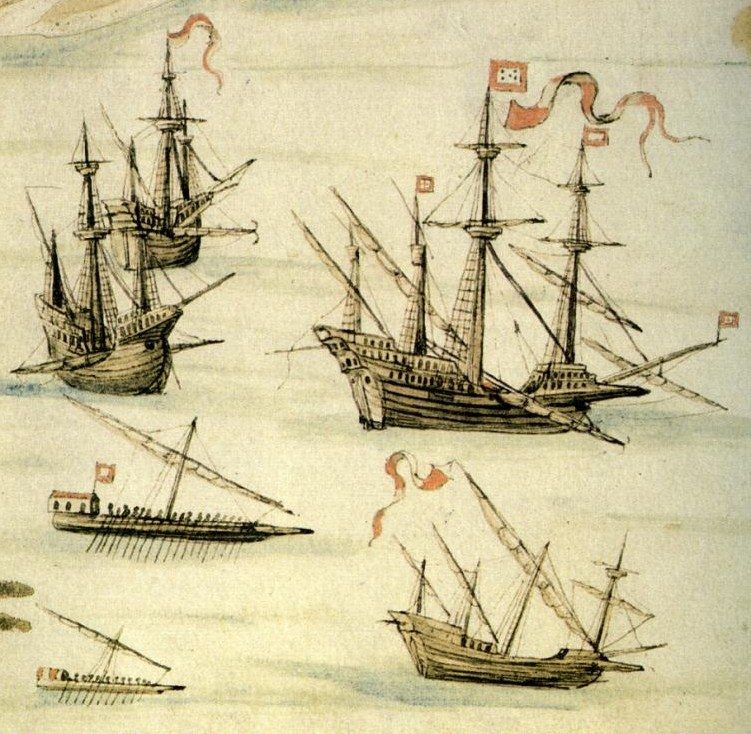
Galeões, naus, galés e fustas portuguesas.

Antes de aportar a Cochim, Lopo Vaz de Sampaio atacou de surpresa a povoação do arel Porcá, senhor vassalo do rei de Cochim mas que se tornara corsário e atacava navios portugueses. Foram capturados ricos despojos, entre os quais se contavam 80 canhões e depois deste revés o arel não pegou mais em armas. Provavelmente em Novembro, Simão de Melo partiu de Cochim com cinco bergantins e 70 portugueses destruiu uma povoação no rio Maravia e os paraus do Samorim que lá se encontravam, defendidos por 300 malabares.
Devido à intensa actividade naval promovida por Vasco da Gama, D. Henrique de Meneses e Lopo Vaz de Sampaio, fora impossível ao Samorim exportar ou importar mercadorias por via marítima, causando grande miséria no seu reino, pelo que já esperava a chegada do novo governador para pedir a paz.

### Campanhas Malabares, 1529
Em inícios de 1529, Lopo Vaz de Sampaio organizou duas frotas para patrulhar a Costa do Malabar, uma comandada por Cristóvão de Melo com nove bergantins e outra por António de Miranda composta provavelmente por uma galé, oito bergantis e alguns catures, com 200 soldados. Em Fevereiro de 1529, António de Miranda capturou uma nau de Calecute carregada de especiarias e destroçou os 12 paraus e 800 malabares que as defendiam em Chale e saqueou a povoação. Em Março os dois capitães uniram-se e seguiram para norte a investigar a costa, um atrás do outro com as suas frotas. Perto do Monte Formoso, o capitão-mor Cristóvão de Melo emboscou 50 paraus mercantes e de guerra de Calecute, capturando 16, que foram mais tarde transformados em bergantins e utilizados na marinha portuguesa. Graças à actividade de António de Miranda, a navegação de Calecut voltou a ser paralisada na estação de 1528/1529.

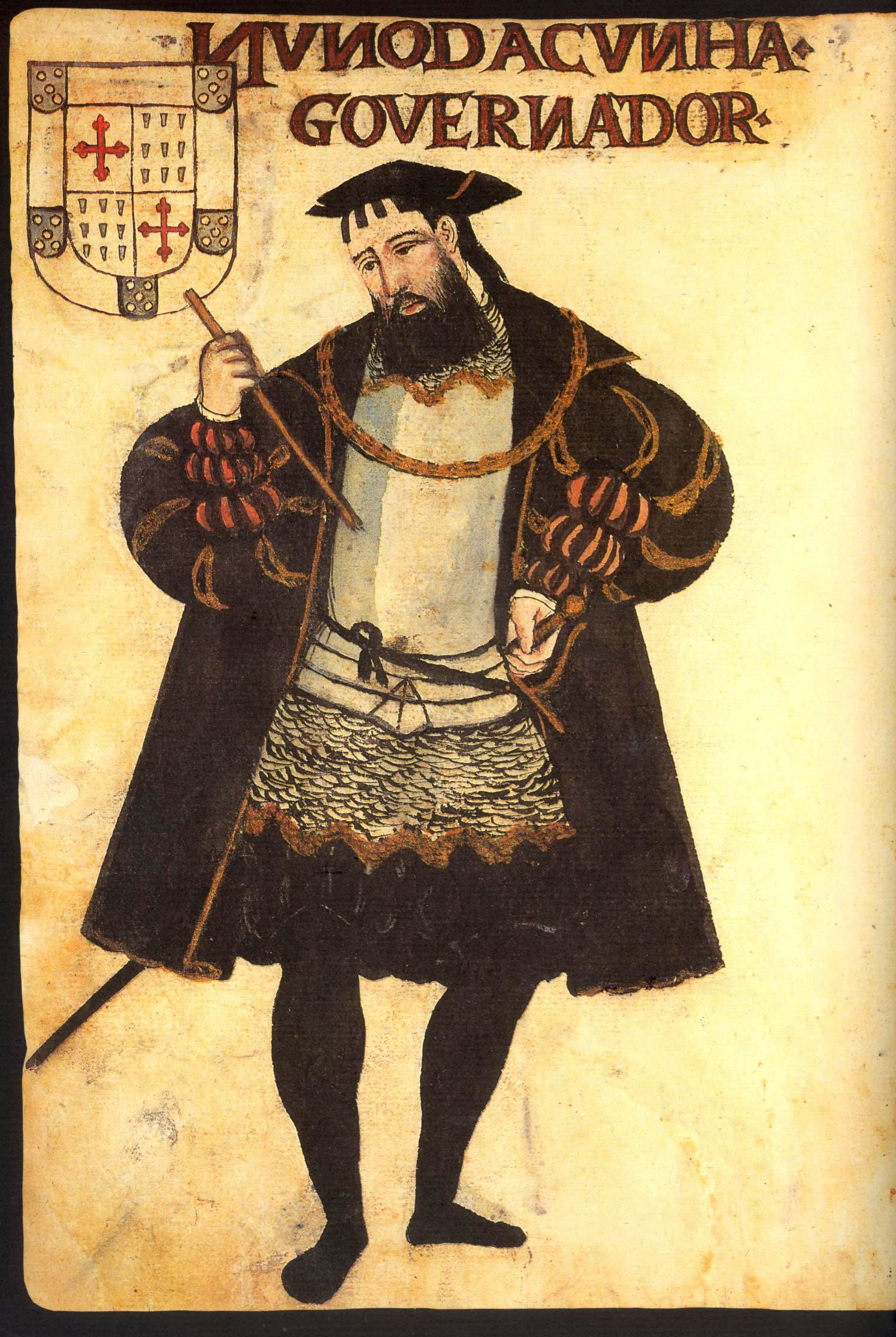
O governador Nuno da Cunha.

A 18 de Novembro de 1529 Nuno da Cunha sucedeu a Lopo Vaz de Sampaio no governo da Índia e prosseguiu com a guerra contra o Samorim, cuja marinha já tinha sido praticamente dizimada. Os efectivos portugueses na Índia, por outro lado, contabilizavam por então 14 galeões, 6 galés, 8 galeotas, 6 caravelas e 102 fustas, bergantins e catures.
Entre outras armadas, o governador enviou para a costa do Malabar 16 navios e 400 portugueses ao comando de Diogo da Silveira, que impôs um rigoroso bloqueio a Calecute. Por já dispor de poucos navios o Samorim renovou as suas propostas de paz, ao passo que a sua marinha evitava sair ao mar. Diogo da Silveira atacou portanto a cidade de Calecute em si, incendiando parte, destruiu Mangalor e atacou numerosas povoações ribeirinhas, capturando canhões e destruindo muitos navios que se encontravam refugiados nos rios. Uma armada de 54 paraus comandada por Patemercar logrou eludir Diogo da Silveira e trazer mantimentos para Calecut, cuja situação económica era, porém, já desesperada.

### 1530
Com o reino à beira da ruína, fruto do bloqueio naval imposto pelos portugueses, após a campanha de Diogo da Silveira, na monção de 1530 o Samorim enviou um embaixador a Goa para propor a paz mas Nuno da Cunha recusou a oferta. Enquanto estas duravam, prosseguiu a patrulha à Costa do Malabar e o rio de Panane foi bloqueado por um galeão e cinco ou seis fustas para impedir que duas naus de Calecute se dirigissem ao Mar Vermelho, ao passo que uma frota de 40 paraus foi destroçada com 10 embarcações a menos ao tentar abordar o galeão.

## Paz

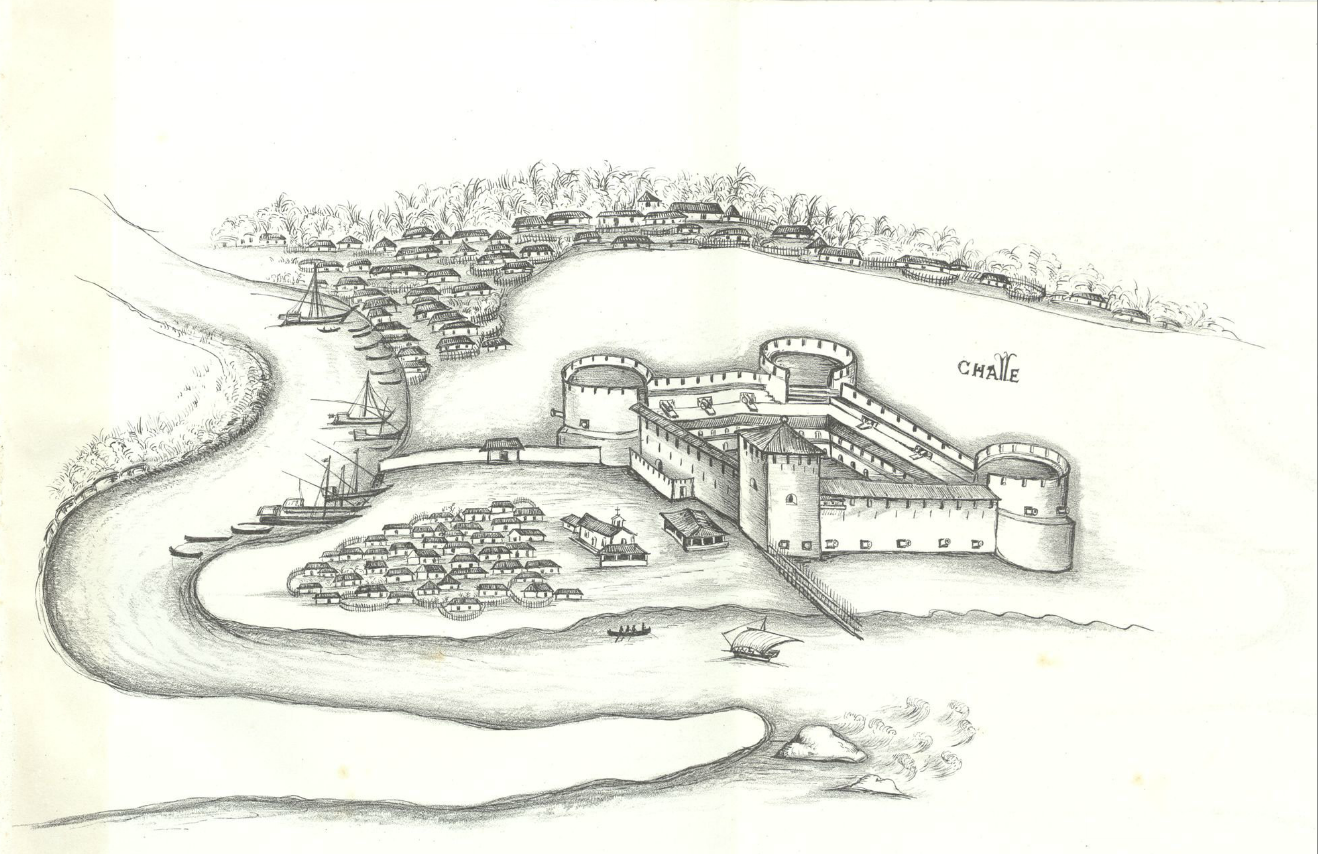
A fortaleza de Chale.

Em Dezembro foram concluídas as pazes com o Samorim, que autorizou os portugueses a construir uma fortaleza em Chale, para substituir a que tiveram em Calecute e cujo abandono por D. Henrique de Meneses fora mal aceite na metrópole.